# Портет
Порте́т (фр. Portet) — коммуна во Франции, находится в регионе Аквитания. Департамент — Атлантические Пиренеи. Входит в состав кантона Тер-де-Люи и Кото-дю-Вик-Бий. Округ коммуны — По.
Код INSEE коммуны — 64455.

## География

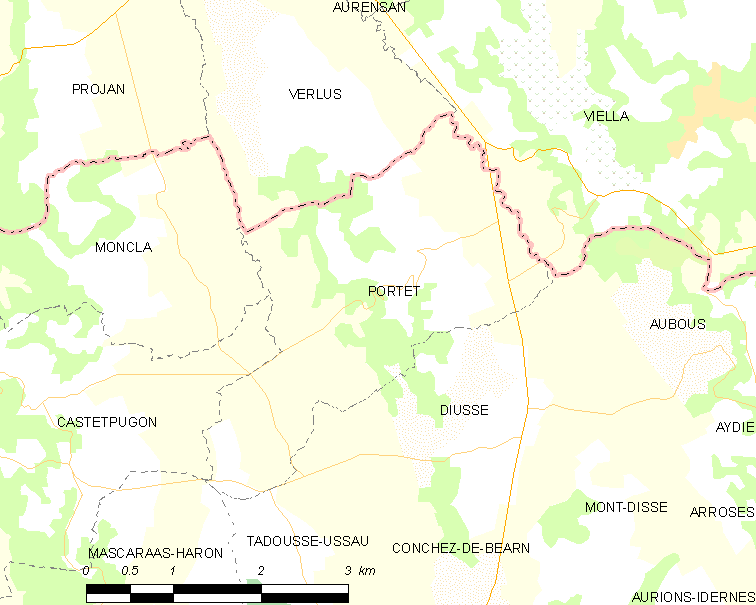
Карта коммуны

Коммуна расположена приблизительно в 620 км к югу от Парижа, в 145 км южнее Бордо, в 35 км к северо-востоку от По.
На юго-западе коммуны протекает река Леес, а на северо-востоке — река Ларсис.

### Климат
Климат тёплый океанический. Зима мягкая, средняя температура января — от +5°С до +13°С, температуры ниже −10 °C бывают редко. Снег выпадает около 15 дней в году с ноября по апрель. Максимальная температура летом порядка 20-30 °C, выше 35 °C бывает очень редко. Количество осадков высокое, порядка 1100 мм в год. Характерна безветренная погода, сильные ветры очень редки.

## Население
Население коммуны на 2010 год составляло 176 человек.
| 1962 | 1968 | 1975 | 1982 | 1990 | 1999 | 2010 |
| ---- | ---- | ---- | ---- | ---- | ---- | ---- |
| 242  | 200  | 215  | 208  | 177  | 168  | 176  |

## Администрация
| Период | Период | Фамилия            | Партия | Примечания |
| ------ | ------ | ------------------ | ------ | ---------- |
| 1995   | 2001   | Жан-Пьер Малабирад |        |            |
| 2001   | 2008   | Лоран Тёлер-Мена   |        |            |
| 2008   | 2020   | Жан-Пьер Малабирад |        |            |

## Экономика
В 2010 году среди 113 человек трудоспособного возраста (15-64 лет) 68 были экономически активными, 45 — неактивными (показатель активности — 60,2 %, в 1999 году было 67,4 %). Из 68 активных жителей работали 63 человека (36 мужчин и 27 женщин), безработных было 5 (1 мужчина и 4 женщины). Среди 45 неактивных 11 человек были учениками или студентами, 16 — пенсионерами, 18 были неактивными по другим причинам.

## Достопримечательности
- Церковь Св. Лаврентия (XVII век)[4]